# Pterolophia subleiopodina
Pterolophia subleiopodina är en skalbaggsart som beskrevs av Stefan von Breuning och Nobuo Ohbayashi 1964. Pterolophia subleiopodina ingår i släktet Pterolophia och familjen långhorningar. Inga underarter finns listade i Catalogue of Life.